# Necrophagia
A Necrophagia nevű death metal együttes 1983-ban alakult meg az ohiói Wellsville-ben. A Possessed-del, a Death-szel és az Obituary-vel együtt a death metal műfaj első képviselőjének számít. 1987-ben feloszlottak, de 1997 óta újból aktív az együttes. A tagcserék sűrűek voltak a zenekarban, jelenleg három taggal rendelkeznek. Lemezeiket a Red Stream, New Renaissance, Season of Mist kiadók jelentetik meg. Fő zenei hatásukként a Venomot jelölték meg. Szövegeik témái nagyrészt a horrorfilmek köré épülnek. Énekesük, Killjoy (Frank Pucci) 2018 márciusában elhunyt, így az együttes ebben az évben feloszlott.

## Tagok
Utolsó felállás
- Shawn Slusarek - dobok (2010–2018)
- Serge Streltsov - gitár (2016–2018)
- Jake Arnette - basszusgitár (2016–2018)

## Diszkográfia
Stúdióalbumok
- Season of the Dead (1987)
- Ready for Death (1990)
- Holocausto de la Morte (1998)
- The Divine Art of Torture (2003)
- Harvest Ritual Vol. 1 (2005)
- Death Trip 69 (2011)
- WhiteWorm Cathedral (2014)